# دیوید دورنبرگر
دیوید دورنبرگر (به انگلیسی: David Durenberger) سناتور سابق عضو حزب جمهوری‌خواه ایالات متحده آمریکا بود. وی در سال ۱۹۷۸ تا ۱۹۹۵ میلادی سناتور ایالت مینه‌سوتا در سنای ایالات متحده آمریکا بود.